# 儲堪
儲堪（？—？），號中游，揚州府泰州人，明末官員。崇禎十年進士。

## 生平
崇祯六年（1633年）癸酉科應天鄉試第一百二十六名舉人，崇祯十年（1637年）丁丑科會試第二十六名，廷試三甲九十七名進士。刑部观政，十一年二月授浙江龙游知县，十三年考察。

## 家族
曾祖储浈，弋阳知县；祖儲棨，庠生；父儲焯，儒士。